# EZニュースフラッシュ
EZニュースフラッシュ（イージーニュースフラッシュ）とはauブランドを展開のKDDIおよび沖縄セルラー電話 がBCMCS技術を利用してau携帯電話に最新ニュース・天気などを配信していたサービス。2019年12月16日にサービス終了した。

## 概要
待受画面上に最新ニュース・天気をテロップやウィンドウとして表示する。また、そのテロップをクリックすることにより「EZニュースフラッシュ」アプリが起動され、記事などを一覧表示することができる。
自動更新であれば通信料無料で利用することができ、手動で更新を行った場合には通信料がかかる。各コンテンツの情報料は無料である。
なお、「最大2.4Mbps、または最大3.1Mbpsでのデータ通信（マルチキャスト通信）が可能なエリア」以外では自動更新はされない。
自動更新される頻度は6:40、7:40、9:40、11:10、13:40、15:10、17:40、20:10、23:40である。ちなみに2009年4月までは、朝6時から翌午前0時までの毎時10分と、午前0時40分に一日の最終版が配信されていた。
2009年6月11日からは、KDDI、朝日新聞社、テレビ朝日の3社提携により、同サービスを発展させた、利用料有料のEZニュースEXが開始されたが、EZニュースフラッシュと同日に配信サービスを終了している。

## コンテンツ
ニュース
情報提供：朝日新聞社、日刊スポーツ新聞社
天気
情報提供：ウェザーニューズ
占い
情報提供：タイトー
今日のトピックス
情報提供：--（項目別に接続料がかかる）
au one My Page更新情報（配信設定が必要）

## EZニュースフラッシュ増刊号
2008年6月18日より、スタート。一部速報性のコンテンツを除いてBCMCS技術ではなく、WEB配信が採用されているためパケット料金も発生する。

## 対応機種
- 簡単ケータイ W62PTおよびmamorino（KYY01）、スマートフォンのE30HTを除くW5Xシリーズ以降のCDMA 1X WINシリーズ
- W43CA
- W43H/H II
- W44S
- DRAPE (W46T)
- W47T

## 沿革
- 2006年9月1日 - サービス開始。
- 2007年2月17日 - サービス開始から約5ヶ月半。利用者が100万人を突破。
- 2008年3月18日 - 利用者数1000万人を突破。
- 2019年12月16日 - サービス終了[1]

## 同業他社の類似サービス
- iチャネル (NTT docomo) - ニュース配信は日本テレビ放送網
- S!速報ニュース（SoftBank 3G端末） - ニュース配信は読売新聞
- ステーション（SoftBank 2G・2.5端末） - 類似サービスでは唯一、端末位置情報を利用する。ニュース配信は朝日新聞。2010年3月末でサービスを終了した。